# Hazımoğlu, Nizip
Hazımoğlu là một xã thuộc huyện Nizip, tỉnh Gaziantep, Thổ Nhĩ Kỳ. Dân số thời điểm năm 2011 là 86 người.